# Municipio de Rocky Run
El municipio de Rocky Run (en inglés, Rocky Run Township) era un municipio del condado de Hancock, Illinois, Estados Unidos. En noviembre de 2016 sus habitantes votaron fusionarse con el municipio de Wilcox debido a su baja población. Su territorio es ahora parte del municipio de Rocky Run-Wilcox.

## Geografía
Estaba ubicado en las coordenadas 40°14′41″N 91°26′4″O / 40.24472, -91.43444. Según la Oficina del Censo, tenía una superficie total de 103.3 km², de los cuales 95.0 km² correspondían a tierra firme y 8.3 km² estaban cubiertos de agua.

## Demografía
Según el censo de 2010, en ese momento había 158 personas residiendo en la zona. La densidad de población era de 1.7 hab./km². La totalidad de los habitantes eran blancos. No había hispanos o latinos viviendo en la región.